# Minquiers
Minquiers (Minkies) – grupa skał leżących w kanale La Manche, około 15 km na południe od wyspy Jersey. Administracyjnie należy do Baliwatu Jersey, do parafii Grouville.
Powierzchnia Minquiers zależy od pływów. W czasie odpływu jest ona większa od powierzchni samej Jersey, jednak podczas przypływu jedynie kilka skał wystaje nad powierzchnię wody. Największą z nich jest Maîtresse, o wymiarach około 50 na 20 m. Znajduje się na niej kilkanaście kamiennych domów. W 2018 jeden z domów został sprzedany. W ciągu ostatnich 50 lat nastąpiło tylko 5 transakcji z nimi związanych.
Obszar wysp jest chroniony na mocy konwencji ramsarskiej.